# Monstrum
Monstrum — компьютерная игра в жанре survival horror с элементами стелс-экшена и roguelike, разработанная шотландской компанией Team Junkfish. Релиз игры для Windows состоялся 20 мая 2015 года. Игрок управляет одиноким персонажем, оказавшимся на борту дрейфующего в море корабля; кроме него, на корабле находится некое кровожадное чудовище. Игрок должен обеспечить спасение персонажа с корабля, избегая встреч с преследующим его монстром. План корабля меняется в каждом прохождении, а смерть персонажа в Monstrum является необратимой — в случае гибели персонажа игроку приходится начинать игру с самого начала. Разработчики называли среди источников вдохновения такие игры, как Amnesia: The Dark Descent и The Binding of Isaac.

## Геймплей
Действие игры разворачивается на корабле. Корабль каждый раз генерируется случайным образом из типовых отсеков и коридоров, в каждом из которых присутствует камера. Когда игрок попадает в поле зрения камеры, она поднимает сигнал тревоги, и если игрок не убежит, то монстр нападет на него, но объектив можно залепить изолентой. В игре отсутствует оружие, а преследующий игрового персонажа монстр неуязвим и бессмертен — таким образом, персонаж должен скрываться от монстра и избегать его нападений. С корабля можно спастись тремя способами: на батискафе, вертолёте и на надувном плоте. Каждое из этих средств спасения неисправно, и игрок должен найти соответствующие предметы, чтобы отремонтировать его; расположение этих предметов также меняется от одного прохождения к другому.
С самого начала игроку дается рюкзак с ёмкостью 6 слотов, в будущем их можно увеличить до восьми или десяти. В игре 3 вида монстров: гуманоид охотник, привидение Изверг и светящийся гигант Брут, однако в каждом прохождении игрок может столкнуться только с одним, случайно выбранным монстром. Каждого из монстров отличает уникальные внешность и повадки: так, привидение может убить игрового персонажа на расстоянии, а о его приближении сообщают мигающие лампы освещения, охотник ползает по вентиляционным шахтам и оставляет поры, которые дают сигнал, если игрок прошел мимо них, а Брута отличают громкая походка и светящаяся голова. Хотя игровой персонаж и не может убить преследующего его монстра, чудовище можно ненадолго задержать, например, с помощью огнетушителя или сигнального пистолета.

## Отзывы и критика
| Русскоязычные издания | Русскоязычные издания |
| Издание               | Оценка                |
| --------------------- | --------------------- |
| Riot Pixels           | 50 %                  |

Обозреватель Eurogamer Дэн Уайтхед охарактеризовал игру как «атмосферный хоррор, который слишком быстро перестаёт пугать и начинает вгонять в уныние». Snor, обозреватель Riot Pixels, назвал игру «феноменально скучной», отметив, что со временем в ней наступает «эффект Слендера», когда преследующий игрового персонажа монстр скорее раздражает, чем пугает.
Летом 2018 года, благодаря уязвимости в защите Steam Web API, стало известно, что точное количество пользователей сервиса Steam, которые играли в игру хотя бы один раз, составляет 86 683 человека.